# Балабушки
Балабушки (балабухи) — небольшие украинские булочки круглой формы из кислого теста. Пекли их в праздничные дни или в воскресенье чаще всего из пшеничной или гречнево-пшеничной муки, подавали с чесноком. В некоторых районах (Слобожанщине, севере Полтавщины) балабушки не пекли, а варили, в этом случае они получались наподобие галушек. Балабушки также готовят с картофелем, сыром, горохом.
На испечённых балабушках гадали в новогоднюю ночь и на Андрея. Воду для теста следовало принести из колодца во рту. При этом парни смешили девушек, чтобы те выплюнули или проглотили воду. Наконец, принеся воду, девушки замешивали на ней тесто, выпекали балабушки и, положив несколько на низкую скамейку, впускали голодную собаку. Чью балабушку собака съедала первой, та из девушек первой должна была выйти замуж. Другой способ гадания заключался в том, чтобы съесть на ночь пересоленную балабушку, тогда приснится суженый, который принесет девушке напиться.
Аналогичны балабушкам были пышки.